# 大日本帝国战车师团列表
二战期间日本帝国陆军的装甲师团名单。二战期间，日本陆军只组建了四个装甲师团，它们是：
- 战车第1师团[1]
- 战车第2师团[2]
- 戰車第3師團[3]
- 战车第4师团[3]